# Газир (Краснодарський край)
Газир — селище в Виселківському районі Краснодарського краю. Центр Газирського сільського поселення.
Водойми немає, степова зона. Залізнична станція Газир на залізниці Тихорєцька (18 км) — Краснодар (105 км), станиця Висєлки розташована за 28 км на захід.
| Росія | Це незавершена стаття з географії Росії. Ви можете допомогти проєкту, виправивши або дописавши її. |